# 屋那覇島
屋那覇島（やなはじま）は、沖縄県島尻郡伊是名村に属する無人島である。

## 地理
伊是名島の南西約1kmに位置し、面積0.74平方キロメートル、周囲約5.3km、標高12mの平坦な島である。島の北側にソテツ、西側にガジュマルなど低木が自生し、中央にかつて使用された井戸と貯水池が残存する。
沖縄最大の無人島で、近世後期～戦前に石切り場として利用されるまで人が住んでいた記録が無いが、縄文時代後期には人が住んでいたらしく、遺跡から土器や貝殻などが出土している。地籍は、1980年代に原野商法（原野をリゾートと騙して高値で売る悪徳商法）に利用されたことから細かく分筆されており、2023年現在、国が8%、村が26%、民間が66%をそれぞれ所有する。海岸部分は伊是名村の村有地で「屋那覇の浜」と呼ばれ、モクマオウやアダンが生い茂る前に広がる美しい砂浜で、キャンプと釣り、海水浴やシュノーケリングなどに利用される。
残りの土地はほぼ未開の原野であり、琉球石灰岩で構成される荒れ地・草原が広がっている。これは、風が強いので背の高い草木の生育が抑制される「風障草原」と呼ばれるもので、珍しいボウコツルマメが自生している。原野の部分は戦前にソテツからデンプンを取り出す施設があり、人間が居住していたが、戦時中に米軍によって破壊され、そのまま原野に還った。そのため、原野の中に人間の痕跡らしきものが残っている。それとは別に、キャンプを企画するツアー会社が近年に設置した遊具などがある。
周囲の海ではモズクが盛んに栽培されている。かつては引き潮の時に伊是名島から歩いて行けたが、1990年代に漁船の通行に便利なように伊是名島との間に水路を掘ったため、歩いて行けなくなった。
動物は、野生のヤギとウサギがいる。人が住んでいた時代は牛の放牧がおこなわれていた。ハブはいないがヒメハブがいるので注意。
定期船などの交通手段はないが、巨大な「タマン」（琉球方言でハマフエフキ）が釣れる、釣り人に人気の「釣りスポット」で、漁船をチャーターして訪れる釣り人も多い。
なお、屋那覇島の周辺にある小島・岩礁として、西方から北西方にかけてヒンプンクサシとカーミクサシがある。

## 観光

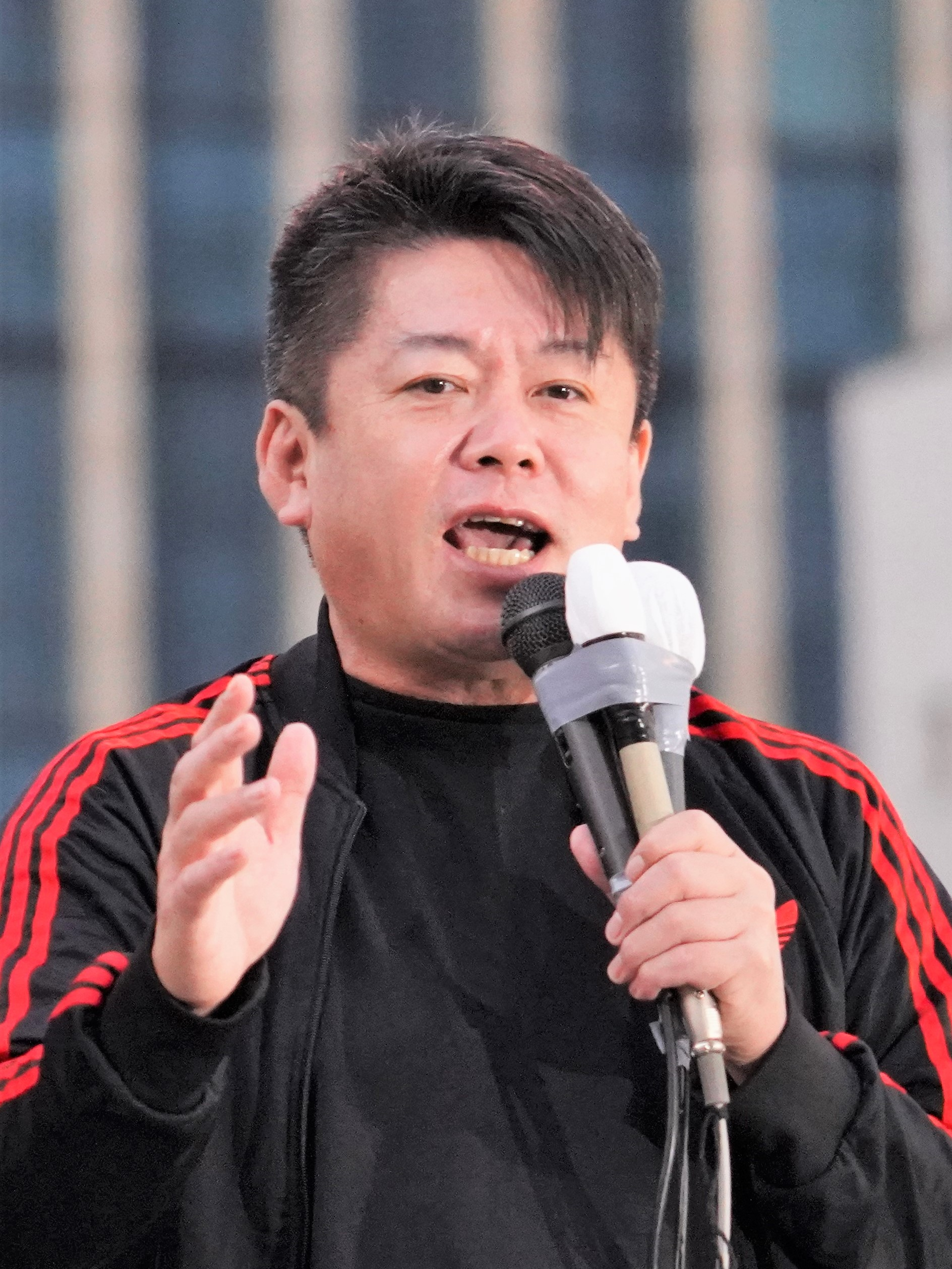
本土在住の実業家である堀江貴文の主催するサロンのメンバーが観光開発を進めており、堀江自身も2018年に来島

島は村有地と私有地などが混在しており、村有地である「屋那覇の浜」は自由に利用できる（2023年2月現在）。観光開発はそれほど盛んではないが、自然のままの姿が評価され、沖縄県最大の無人島ということもあって、キャンプなどでの利用が行われている。伊是名島の小学生や中学生によるキャンプ企画でもよく利用されている。
伊是名島観光協会の許可を得たツアー会社によるキャンプツアーが年に数回行われているが、個人での利用も自由である。ただし2023年に個人のキャンプ客によるものとみられる火事があり、個人の利用も許可制になる見込み。
「屋那覇の浜」の奥のモクマオウ林の中に村有の水道施設が一つあり、キャンプの際は利用できる（2023年現在、新型コロナウイルスの蔓延に伴い、利用停止中）。村有の建屋には発動機があり、電気やベッドなどが利用できる。トイレやシャワーなどは無いが、対岸の「伊是名ビーチ」の物が利用できる（2023年現在、伊是名ビーチは整備中で、シーズン以外の利用は不可）。何もない無人島なので、夜は真っ暗で、星空がきれいとのこと。浜にはゴミが流れつきやすく、伊是名島観光協会とキャンプを企画するツアー会社などで協力して清掃が行われている。
島内には戦前に人が住んでいた当時の道らしきものが通っており、キャンプの際に散策できるが、未開の原野よりは歩きやすいといった程度であり、ほとんど原野に還っている。
那覇空港から運天港まで2時間、運天港から伊是名島まで1時間と、本土からのアクセスが悪いが、伊是名島の仲田港から屋那覇島の船着き場まで漁船で5分から10分ほど、もしくは、対岸の「伊是名ビーチ」から「屋那覇の浜」までカヤックで10分ほどと、大きな無人島（=大きな企画ができる）でありながら文明圏からほど近いので、団体や会社の新人研修（無人島研修）、YouTuberやテレビの芸能人などが無人島企画を行う際の定番となっている。YouTuberの水溜りボンドが2018年から行っている「無人島企画」では、屋那覇島と具志川島が使われている。
屋那覇島のツアーとして最も歴史があるのは、上柿和生の主催で1986年から行われている親子連れのサマーキャンプで、通称「こんがりここなつ島」。
屋那覇島の観光開発を進めるツアー会社の一つは、「ホリエモン」として著名な本土在住の実業家である堀江貴文が主催するサロン「堀江貴文イノベーション大学校」のメンバーが運営に関与しており、2016年よりこの沖縄のツアー会社によって、堀江のサロンのメンバーで数百人規模のサバイバル体験ツアーが行われている。通称「クロワッサン島」「ヤバイ無人島」。2018年7月、サロンのメンバーに招かれて来島した堀江は、みんなで鶏をシメてバーベキューしたりして楽しみ、無人島ビジネスへの思いを語った。リゾート施設のようにではなく、自然との共存を大切にした開拓を進める方針とのこと。このツアー会社ではテレビのロケなどでの利用を想定して、1日100万円で島の貸し切りのサービスを行っている。
なお、島の村有地が自由に利用できるのに対して、私有地の利用は当然ながら自由にできないはずだが、実際には自由に利用されていることから、ツアー会社から地主にお金が払われているのではないかと堀江は推測している。

## 歴史
戦前、主に家屋の石材として利用されていた琉球石灰岩の石切り場跡が存在している。
ビーチの部分は村有地だが、原野の部分は私有地で、1960年代から1980年代にかけて、「リゾート地を小さく区分けして販売する」という商法、いわゆる「原野商法」の舞台となった。そのため、未開の原野が900区画ほどに、さも区画整理された立派な土地であるかのように綺麗に分筆されている。そのうち約700区画が私有地で、その中に村有地などが虫食い状に点在している。そもそも電気も上下水道もないので、現実的にはリゾート地としての開発は難しい。
2004年頃、私有地部分の地主がエビの養殖池を作るために灌木・草原の7割ほどを伐採して悲惨な姿になったが、計画はとん挫し、すぐに元の原野に還った。

### 詐欺師がうごめく島
2004年頃、「企業組合屋那覇水産」の理事長であったM氏（伊是名島でマンゴー園を経営する地元の有力者）が、エビの養殖池を作るために島の私有地の部分約700筆を購入したが、「屋那覇水産」は企業実態が不明であったことから、2009年に県から解散命令が出され、計画はとん挫。「那覇水産」の役員をしていた奥茂治（政治活動家で、地元の有力者）曰く、理事長は「そういう類の人」で、出資金の1.2億円を私的に散財して計画は頓挫し、借金だけが残ったとのこと。その後、「那覇水産」の役員であったO氏が奥茂治とともに、土地を売却して借金を返済するために後継会社「屋那覇」を設立し、3億5000万円の債権を引き継ぐ形で島の土地を引き取った。海外の大手リゾート開発企業のソネバから20億円で買いたいという話も来たが、話はまとまらず、2021年、借金を返済する必要から、任意売却により、東京の投資会社であるG社が3億5千万円で土地を購入した。実際は「屋那覇」の大株主であるM氏と役員のO氏は裏でつながっており、奥の知らないところでソネバへの売却益を独占するつもりだったらしく、ソネバから5000万円を受け取っていた。このように詐欺師に利用され続けてきた土地であるため、奥はこの島を「詐欺師がうごめく島」と表現している。
2023年2月11日、中華人民共和国山東省出身の女性が交流サイトで「日本の無人島を買った」と投稿し、これを各報道機関が報道して話題となった。中国メディアに対し、親族の会社名義で島の土地を購入したと説明しており、登記上の所有権移転の記録と一致しているという。この登記では島の一部は2021年2月から東京都港区の中国ビジネスコンサルティング会社(義昌商事株式会社)が所有しているとされており、島がある伊是名村役場によると島全体を占有したわけではなく、所有しているのは5割程度。島は私有地と村有地が混在し、砂浜の大部分は村有。島は一般客らの釣り場やキャンプ地となってきたという。。13日、松野博一官房長官は記者会見で、この件について「領海基線を有する国境離島、有人国境離島などに該当するものではなく、法律の対象とならない」と発言し、安全保障上重要な施設や国境離島を対象とする土地利用規制法の対象外だとの認識を示した。ただし、土地購入に対し調査に乗り出すかどうかに関してはコメントを控えるとした上で「動向を注視する」とした。
2023年2月27日午後、屋那覇島で火災が発生し、キャンプで上陸していた30人前後の学生が伊是名島に避難し、伊是名村役場職員や消防団員ら約25人が消火活動を行ったが鎮圧できず午後9時頃までに退避した。2023年2月28日午前9時から伊是名村役場職員や消防団員ら約20人が再度上陸して消火活動を行い、午後6時5分ごろに鎮火したが、テニスコート約3面分を焼失した。